# Point Danger
Point Danger är en udde i Australien. Den ligger i kommunen Gold Coast och delstaten Queensland, omkring 93 kilometer sydost om delstatshuvudstaden Brisbane.
Trakten är tätbefolkad. Närmaste större samhälle är Tweed Heads, nära Point Danger. 
Genomsnittlig årsnederbörd är 1 876 millimeter. Den regnigaste månaden är januari, med i genomsnitt 327 mm nederbörd, och den torraste är oktober, med 40 mm nederbörd.